# Calandiono de Antioquía
Calandiono de Antioquía sustituyó a Esteban III de Antioquía como patriarca de Antioquía en algún momento de 495 o 496, durante la controversia monofisita.
Una vez muerto su predecesor, y tras las revueltas de los monofisitas de Antioquía, Calandiono, líder ortodoxo oriental, fue proclamado como patriarca.

## Biografía
Llamado al parecer Pedro Calandiono, apoyó los resultados del Concilio de Calcedonia en las disputas entre las facciones de la época. Se resistió a aceptar el Henotikon de 482, por el cual el emperador bizantino Zenón I intentó reconciliar a dos bandos irreconciliables, los calcedonianos y los no calcedonianos, durante la controversia monofisita. Calandiono rechazó el decreto una vez que consideró como una tentativa encubierta la de echar abajo lo que había sido decidido en la ciudad de Calcedonia.
| Predecesor: Esteban III de Antioquía | Arzobispo de Antioquía 495 – 496 | Sucesor: Juan II de Antioquía |